# Trigava peruensis
Trigava peruensis – gatunek pluskwiaka z rodziny Dictyopharidae i podrodziny Dictyopharinae.

## Taksonomia
Gatunek ten opisany został po raz pierwszy w 2024 roku przez Song Zhisun, Lois B. O'Brien i Charlesa R. Bartletta na łamach „ZooKeys” w publikacji współautorstwa Igora Malenovskiego i Jürgena Deckerta. Opisu dokonano na podstawie pojedynczego samca. Jako miejsce typowe wskazano Dolinę Cosñipata w peruwiańskim regionie Cuzco. Epitet gatunkowy oznacza po łacinie „peruwiańska”.

## Morfologia

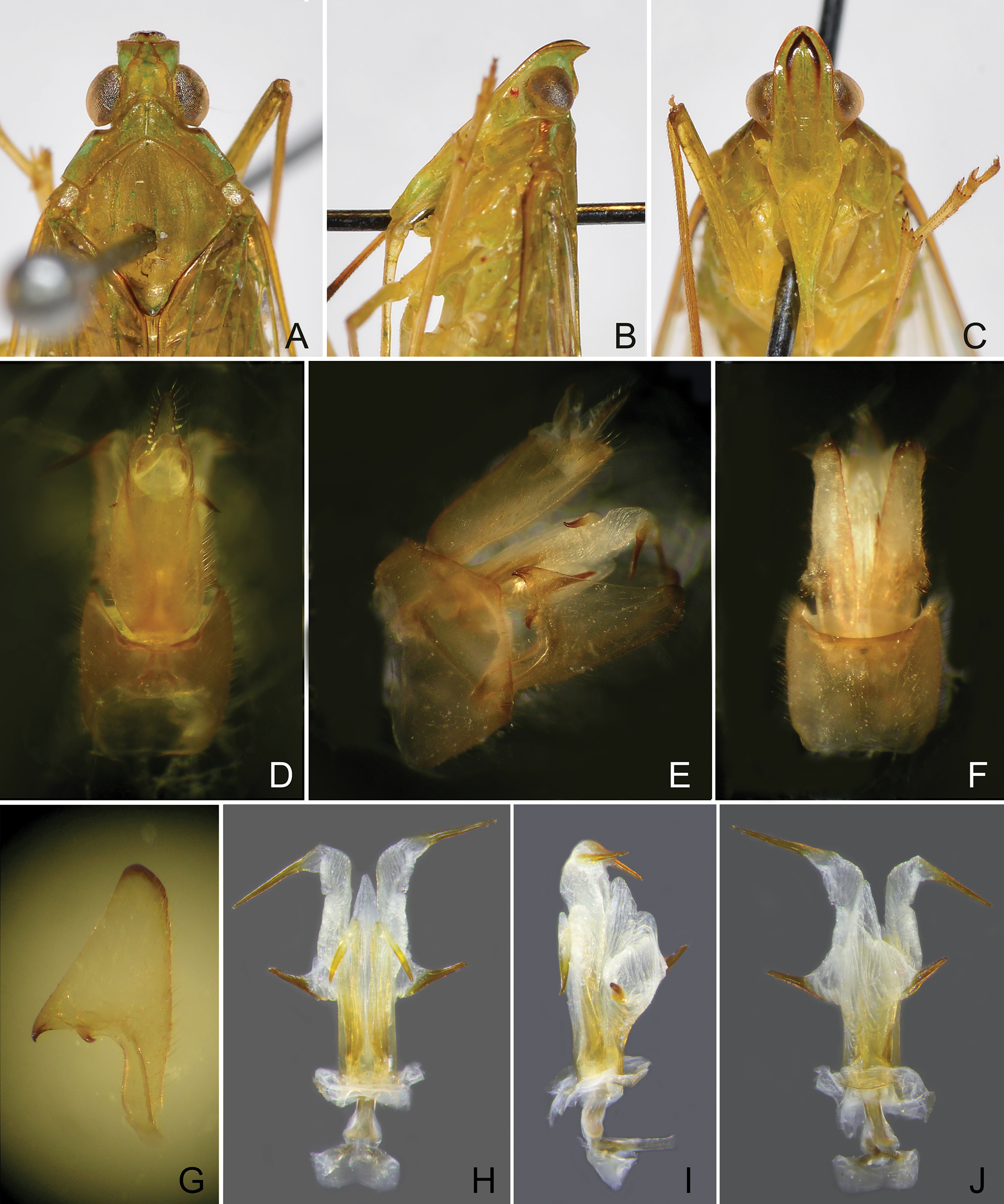
Anatomia samca. A: przód ciała w widoku grzbietowym, B: przód ciała w widoku bocznym, C: przód ciała w widoku brzusznym, D: pygofor i dziesiąty segment odwłoka w widoku grzbietowym, E: pygofor, gonostyliki, edeagus i dziesiąty segment w widoku bocznym prawym, F: pygofor i gonostyliki w widoku brzusznym, G: lewy gonostylik w widoku bocznym, H: edeagus w widoku grzbietowym, I: edeagus w widoku bocznym, J: edeagus w widoku brzusznym

Pluskwiak o ciele długości 11,7 mm, z czego 9,7 mm przypada na długość skrzydła przedniego. Głowa jest słomkowozielona z rudobrązowymi żeberkami bocznymi czoła i ciemienia, rudoczarnymi żeberkami pośrednimi czoła oraz przedocznymi bokami czoła zielonymi. Przed oczami głowa wyciągnięta jest w krótki, stożkowaty, w widoku bocznym odgięty ku górze o niemal kąt prosty wyrostek. Przedplecze jest słomkowozielone z zielonymi górnymi żeberkami bocznymi, śródplecze zaś w całości słomkowozielone. Skrzydła obu par są przezroczyste z ciemnobrązowymi brzegami kostalnymi i zielonkawoochrowymi pterostygmami i zielonymi do zielonkawożółtych żyłkami. Barwa odnóży jest żółtawobrązowa z ciemnymi nasadą, wierzchołkiem i kolcami goleni. Odwłok ma z wierzchu i od spodu zielonkawoochrowe ubarwienie. Genitalia samca mają pygofor o kątowo przy środku wyciągniętej krawędzi tylnej oraz duże i szerokie gonostyliki o odgiętym w kierunku grzbietowo-przednim, wydłużonym, trójkątnym, ostro zakończonym wyrostku grzbietowym i umieszczonym przednasadowo, na szczycie zakrzywionym wyrostku haczykowatym. Duży i tęgi edeagus ma zakrzywione w kierunku grzbietowo-przednim wyrostki endosomalne, małe i na szczycie V-kształtne płaty grzbietowe fallobazy, duże, kciukowate, na szczycie ścięte i opatrzone dużym kolcem płaty boczne fallobazy oraz nieco trójdzielne, u nasady opatrzone dużym kolcem, a u trójkątnego szczytu kolca pozbawione płaty brzuszne fallobazy. Boczne brzegi dziesiątego segmentu odwłoka w widoku grzbietowym są pośrodku wypukłe.

## Rozprzestrzenienie
Owad neotropikalny, południowoamerykański, endemiczny dla Peru, znany tylko z lokalizacji typowej na południowym wschodzie kraju.